# Aplonobia
Aplonobia är ett släkte av spindeldjur. Aplonobia ingår i familjen Tetranychidae.

## Dottertaxa tillAplonobia, i alfabetisk ordning[1]
- Aplonobia abbatielloi
- Aplonobia alkalisalinae
- Aplonobia ambrosiae
- Aplonobia anisa
- Aplonobia aughrabiensis
- Aplonobia caesariata
- Aplonobia carinati
- Aplonobia citri
- Aplonobia crassata
- Aplonobia crispipilis
- Aplonobia curvula
- Aplonobia deina
- Aplonobia digitata
- Aplonobia dyssodiae
- Aplonobia eurotiae
- Aplonobia haplopappi
- Aplonobia histricina
- Aplonobia honiballi
- Aplonobia hyderabadiensis
- Aplonobia inflata
- Aplonobia karadagi
- Aplonobia lootsi
- Aplonobia pentziae
- Aplonobia pongolana
- Aplonobia potentillae
- Aplonobia punctata
- Aplonobia richteri
- Aplonobia shirakensis
- Aplonobia sisianensis
- Aplonobia sphaeralceae
- Aplonobia transvaalensis